# The Frog
The Frog é um filme policial britânico de 1937, dirigido por Jack Raymond e estrelando Noah Beery, Jack Hawkins e Richard Ainley. Foi baseado em um romance de Edgar Wallace.

## Sinopse
O enredo se passa sobre a polícia perseguindo um criminoso, cujo conhecido pelo pseudônimo Sapo.

## Elenco
- Noah Beery - Joshua Broad
- Jack Hawkins - Capitão Gordon
- Richard Ainley - Ray Bennett
- Vivian Gaye - Stella Bennett
- Gordon Harker - Sargento Elk
- Esme Percy - Philo Johnson
- Felix Aylmer - John Bennett
- Carol Goodner - Lola Bassano
- Cyril Smith - PC Balder
- Harold Franklyn - Hagen
- Gordon McLeod - Comissário Chefe
- Julien Mitchell - John Maitland